# Apsiphortica lini
Apsiphortica lini är en tvåvingeart som först beskrevs av Toyohi Okada 1971.  Apsiphortica lini ingår i släktet Apsiphortica och familjen daggflugor.
Artens utbredningsområde är Taiwan. Inga underarter finns listade i Catalogue of Life.